# Valentín Volta
Valentín Humberto Volta Valencia (Taltal, 3 de junio de 1964) es un Abogado y Profesor en Historia y Geografía, Magíster en Ciencias Sociales, militante de la Democracia Cristiana. Se desempeñó como Intendente de la Región de Antofagasta entre 2014 y 2016.

## Biografía
Valentín Volta Valencia nació en la ex-oficina salitrera Flor de Chile, en la región de Taltal, hijo de una familia ligada al rubro de la mediana y pequeña minería en la zona (Mina Santa Julia).
Estudió y se graduó como pedagogo en Historia y Geografía de la Universidad de Tarapacá, también es Abogado de la Universidad Central de Chile desde 2016 y poseedor de un Magíster en Ciencias Sociales y Doctrina de la Iglesia en ILADES. Fue dirigente estudiantil de la Universidad de Tarapacá.
Comenzó una carrera política en el partido Demócrata cristiano en 1985 con una nutrida participación, fue candidato a diputado por el 4º Distrito de la II Región. Ha desempeñado cargos como encargado de Planificación territorial, Director del Sename y asesor en la Municipalidad de La Granja en la capital entre otros cargos. Fue asesor de la Subsecretaría de Minería en 2009 a 2010.
Fue designado como intendente de la Región de Antofagasta el 11 de diciembre de 2014 por la presidenta Michelle Bachelet Jeria. Dejó el cargo en noviembre de 2016.
En la actualidad desde 14 de diciembre de 2021 se desempeña como Vicerrector de la Universidad del Alba en su sede de Antofagasta.

## Historial electoral

### Elecciones parlamentarias de 2013
- Elecciones parlamentarias de 2013, candidato a diputado por el distrito 4 (Antofagasta,  Mejillones, Sierra Gorda y Taltal)[7]

| Candidato                        | Pacto                         | Partido | Votos  | %     | Resultado |
| -------------------------------- | ----------------------------- | ------- | ------ | ----- | --------- |
| Marcela Hernando Pérez           | Nueva Mayoría                 | PRSD    | 27 232 | 25,99 | Diputada  |
| Paulina Núñez Urrutia            | Alianza                       | RN      | 20 565 | 19,63 | Diputada  |
| Eslayne Portilla Barraza         | Alianza                       | UDI     | 15 130 | 14,44 |           |
| Valentín Volta Valencia          | Nueva Mayoría                 | PDC     | 11 866 | 11,32 |           |
| Jonathan Velásquez Ramírez       | Si tú quieres, Chile cambia   | ILI     | 10 914 | 10,41 |           |
| Álvaro Fernando Fernández Slater | Candidatura independiente     | IND     | 10 755 | 10,26 |           |
| Guillermo Antonio Acuña Chávez   | Nueva Constitución para Chile | ILH     | 3210   | 3,06  |           |
| Miguel Ángel Abarca Araya        | Partido Humanista             | PH      | 2728   | 2,60  |           |
| Alejandro Manríquez Piccinini    | Si tú quieres, Chile cambia   | PRO     | 2361   | 2,25  |           |

### Elecciones parlamentarias de 2017
- Elecciones parlamentarias de 2017, candidata a diputada por el distrito 3 (Antofagasta, Calama, María Elena, Mejillones, Ollagüe, San Pedro de Atacama, Sierra Gorda, Taltal y Tocopilla)[8]

| Candidato                     | Pacto                        | Partido | Votos  | %    | Resultados |
| ----------------------------- | ---------------------------- | ------- | ------ | ---- | ---------- |
| Paulina Núñez Urrutia         | Chile Vamos                  | RN      | 37 764 | 23.3 | Diputada   |
| Marcela Hernando Pérez        | La Fuerza de la Mayoría      | PRSD    | 14 823 | 9.1  | Diputada   |
| Esteban Velásquez Núñez       | Coalición Regionalista Verde | FRVS    | 10 063 | 6.2  | Diputado   |
| Jaime Araya Guerrero          | La Fuerza de la Mayoría      | IND-PPD | 8984   | 5.5  |            |
| Marcos Espinosa Monardes      | La Fuerza de la Mayoría      | PRSD    | 6595   | 4.1  |            |
| Catalina Pérez Salinas        | Frente Amplio                | RD      | 6098   | 3.8  | Diputada   |
| Fernando San Román Bascuñán   | Frente Amplio                | PH      | 5732   | 3.5  |            |
| Luis Caprioglio Rabello       | La Fuerza de la Mayoría      | PS      | 5666   | 3.5  |            |
| Antonino Parisi Fernández     | Coalición Regionalista Verde | DRP     | 5511   | 3.4  |            |
| José Miguel Castro Bascuñán   | Chile Vamos                  | RN      | 5181   | 3.2  | Diputado   |
| Daniel Adaro Silva            | Coalición Regionalista Verde | FRVS    | 5.237  | 3,2  |            |
| Valentín Volta Valencia       | Convergencia Democrática     | PDC     | 4.769  | 2,9  |            |
| Pablo Herrera Monardes        | Frente Amplio                | RD      | 3.618  | 2,2  |            |
| Pablo Toloza Fernández        | Chile Vamos                  | UDI     | 3.525  | 2,2  |            |
| Constantino Zafirópulos Bossy | Sumemos                      | AMPL    | 3.463  | 2,1  |            |